# Iseghey Mons
L'Iseghey Mons è una struttura geologica della superficie di Venere.